# معصومه قاسمی‌پور
معصومه قاسمی پور (زاده ۱۳۵۶) بازیگر تاتر و تلویزیون و سینما.

## بازی‌ها

### مجموعه‌های تلویزیونی
- ۱۳۹۸ سرگذشت (سید جمال سید حاتمی)
- ۱۳۹۷ رهایم نکن (محمدمهدی عسگرپور)
- ۱۳۹۶ دیگری (مرجان اشرفی زاده)
- ۱۳۹۵ - نفس (جلیل سامان)
- ۱۳۸۲ معما (مسعود آب پرور)
- ۱۳۷۸ کوی دامون (عباس رنجبر)

### سینمایی
| سال تولید | نام فیلم        | کارگردان         |
| --------- | --------------- | ---------------- |
| ۱۳۹۷      | مهران (فیلم)    | رقیه توکلی       |
| ۱۳۹۸      | غلامرضا تختی    | بهرام توکلی      |
| ۱۳۹۶      | بمب؛ یک عاشقانه | پیمان معادی      |
| ۱۳۹۴      | آبجی            | مرجان اشرفی‌زاده  |
| ۱۳۹۲      | مهمان داریم     | محمدمهدی عسگرپور |
| ۱۳۹۲      | فرزند چهارم     | وحید موسائیان    |

## دستگیری
او در روز ۲۵ شهریور ۱۴۰۲ توسط ماموران امنیتی در شهر آمل بازداشت شد
به گزارش خبرگزاری هرانا، ارگان خبری مجموعه فعالان حقوق بشر در ایران، یک منبع نزدیک به خانواده وی در این خصوص به هرانا گفت: «خانم قاسمی روز یکشنبه بیست و ششم شهریورماه توسط نیروهای امنیتی در آمل بازداشت و تاکنون از محل نگهداری وی اطلاعی حاصل نشده است. امری که موجب افزایش نگرانی خانواده و اطرافیان وی شده است.»
مدت کوتاهی بعد از رسانه‌یی شدن خبر بازداشت او با قید وثیقه آزاد شد.